# Urania Verlag
Der Urania Verlag ist ein deutscher Buchverlag mit Sitz in Freiburg im Breisgau. Sein Programmschwerpunkt liegt heute hauptsächlich auf Sachbüchern und Ratgeberliteratur zu den Themen Pädagogik, Schwangerschaft, Eltern und Kinder, Gesundheit sowie Spielen und Feiern. Er ist als Imprint des Verlags Kreuz Teil der Verlagsgruppe Herder.

## Geschichte

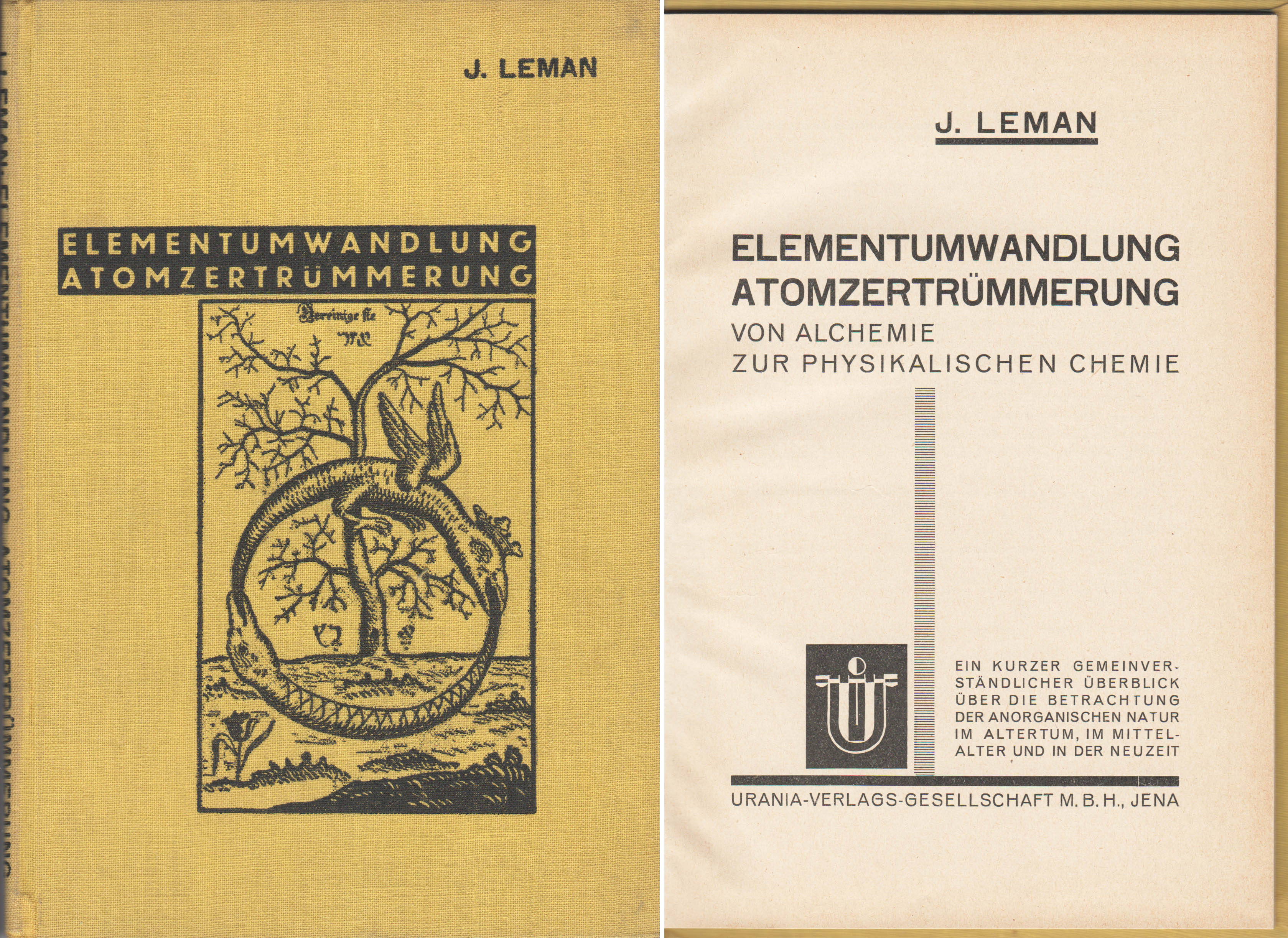
Elementeumwandlung Atomzertrümmerung von J. Leman

Der Urania Verlag wurde im Jahr 1924 in Jena gegründet und gab unter anderem die sozialistische naturkundliche Zeitschrift Urania heraus. In der Zeit des Nationalsozialismus wurde der Verlag zwangsweise geschlossen, jedoch 1947 in Jena wiedergegründet. Er entwickelte sich zu einem renommierten Sachbuchverlag der DDR mit Büchern zu naturwissenschaftlichen und historischen Themen, insbesondere der Urania – Gesellschaft zur Verbreitung wissenschaftlicher Kenntnisse. Ab 1963 war das Graphische Viertel in Leipzig der Verlagssitz. 1982 übernahm der Urania Verlag den Wittenberger A. Ziemsen Verlag.
Nach der Wiedervereinigung Deutschlands wurde der Verlag privatisiert. Ab 1994 gehörte er zur Verlagsgruppe Dornier in Stuttgart, dieser Verlagsort wurde bereits ab 1990 angegeben. Der neue Schwerpunkt des Verlagsprogramms von Urania lag auf Ratgeber- und Hobbyliteratur, mit einem Schwerpunkt bei Ornithologie und bei Fischkunde unter künstlichen Lebensbedingungen. Im Oktober 2006 übernahm die Freiburger Verlagsgruppe Herder die Verlagsgruppe Dornier. Urania wird seither als Imprint des Kreuz-Verlags geführt. Sein Bereich der Hobby- und Bastelbücher wurde von Kreuz und Herder mit dem Kreativbuchprogramm des Imprints Christophorus verschmolzen und 2008 an den OZ Verlag verkauft.

## Publikationen
Der Urania-Verlag gehörte 1965 bis 1990 zu den Herausgeberverlagen der Mathematischen Schülerbücherei.
In den Jahren 1973 bis 1990 erschien die broschierte Taschenbuchreihe Akzent-Reihe, die sich mit wissenschaftlichen Themen auf populärwissenschaftlicher Basis beschäftigte.
Die populärwissenschaftliche Anthologie Urania Universum erschien von 1955 bis 1990.